# 塞赫麦特
在埃及神话中，塞赫麦特（Sekhmet）（有时也被译作赛克美特）（/ˈsækmɪs/; 在其他拼写中也称为萨赫麦特Sakhmet、塞赫特Sekhet或萨赫特Sakhet），最初是战争女神及上埃及的医疗女神。她被描绘成一头母狮，埃及人公认的最凶猛的猎手，是創造神卜塔的妻子。她的名字意為「強大有力」，有人说，她的呼吸形成了沙漠。她被看作是法老们的保护神并在战争中引导他们。
原本是上埃及的神祇，下埃及也有位相似的女神芭絲特，隨著上埃及征服下埃及，她也逐漸變得比芭絲特更具影響力。在第十二王朝首位法老期间，对她的崇拜在宗教文化中占据了极高的地位，阿蒙涅姆赫特一世（Amenemhat I）将埃及首都迁至伊塔威，对她崇拜同样也随之移到了政治中心。在古埃及约三千年间，宗教、皇室血统及统治权被内在地交织在一起。
早期塞赫麦特也是一位太阳神，有时也被称作太阳神拉（Ra）的女儿，常与哈托尔和巴斯特二位女神混同。在繪畫作品中，她头顶日盘及与瓦吉特（Wedjat）一起代表了圣蛇乌赖乌斯和王权。通过这些联系，她可被看做奥西里斯审判厅中一位代表司法或秩序的玛特（Ma'at）女神的神圣审判者，她（拉神之眼）与瓦吉特及泰芙努特相混同。
传说塞赫麦特被派去挑起战争，以对付那些认为太阳神拉已经衰弱的人。由於她破坏的范围实在太大，最后拉不得不制止她，拉用石榴汁将一湖的啤酒染成紅色，骗她喝下这些让她误以为是血的湖水。塞赫麦特终于醉倒，人类也因此得救。

## 词源

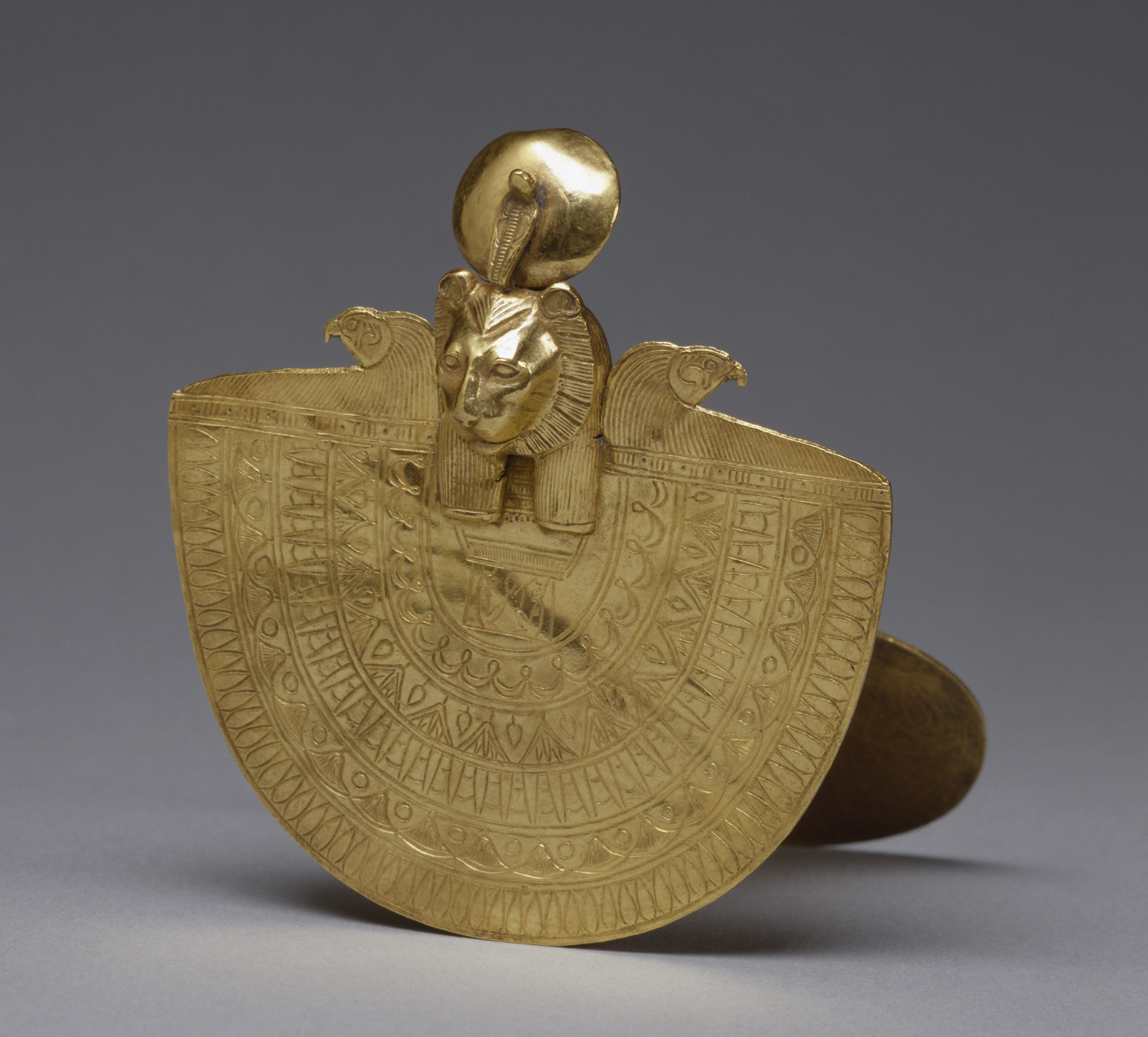
这件黄金贡物被称为埃癸斯，专门献给塞赫麦特，突出了她太阳神的属性，藏于美国巴尔的摩沃尔特斯艺术博物馆。

塞赫麦特的名字来自古埃及词“sekhem”，意思是“力量”。塞赫麦特的名字很适合她的作用，意思是“强大有力”。她还被赋予“邪魔剋星”、“情妇的恐惧”、“屠杀夫人”和“她的襲擊”。她也被看作是一位掌管月经的特殊女神。

## 历史

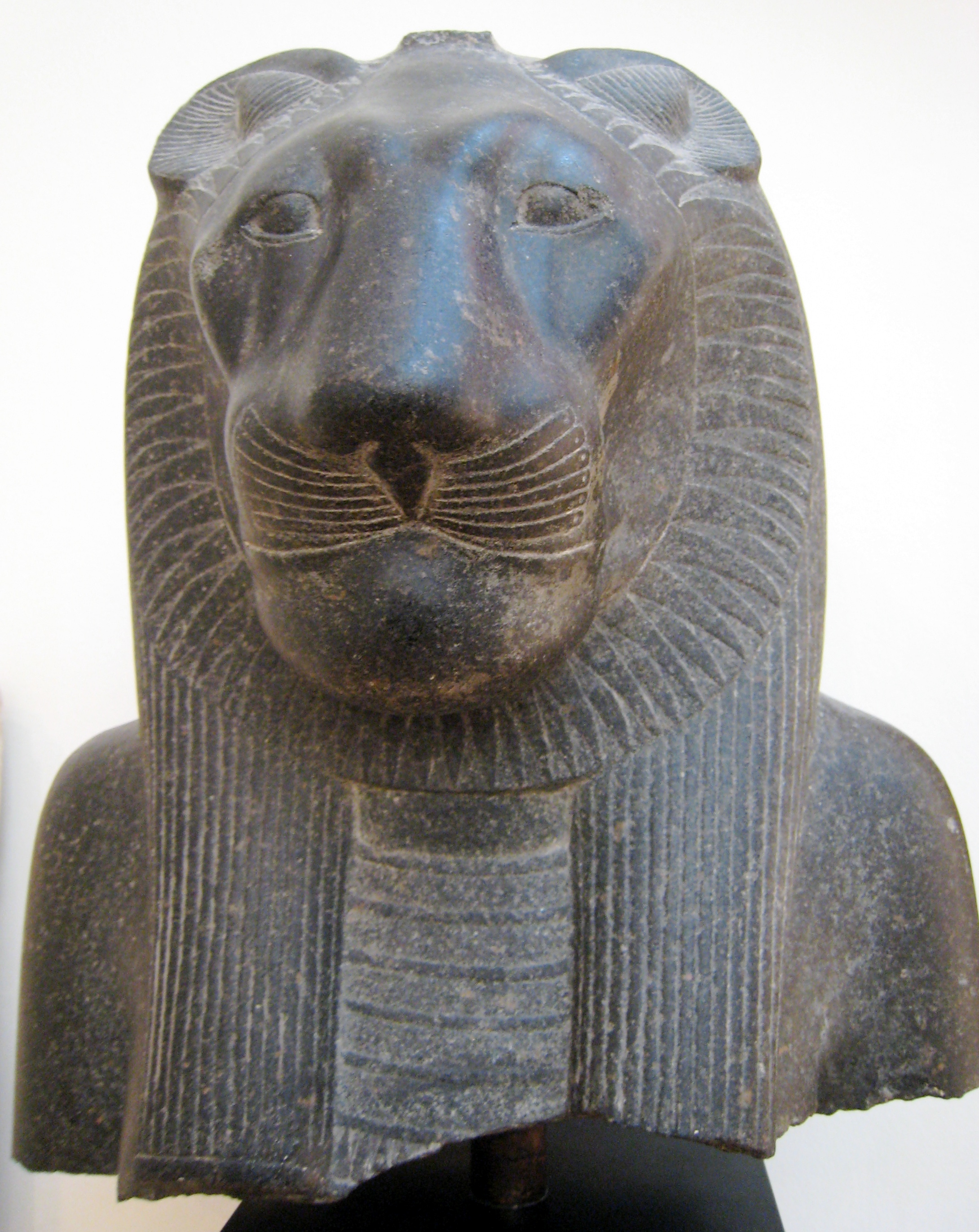
来自卢克索木特神庙中的塞赫麦特花岗岩石像，约制于公元1403年–1365年，现存放于哥本哈根国家博物馆

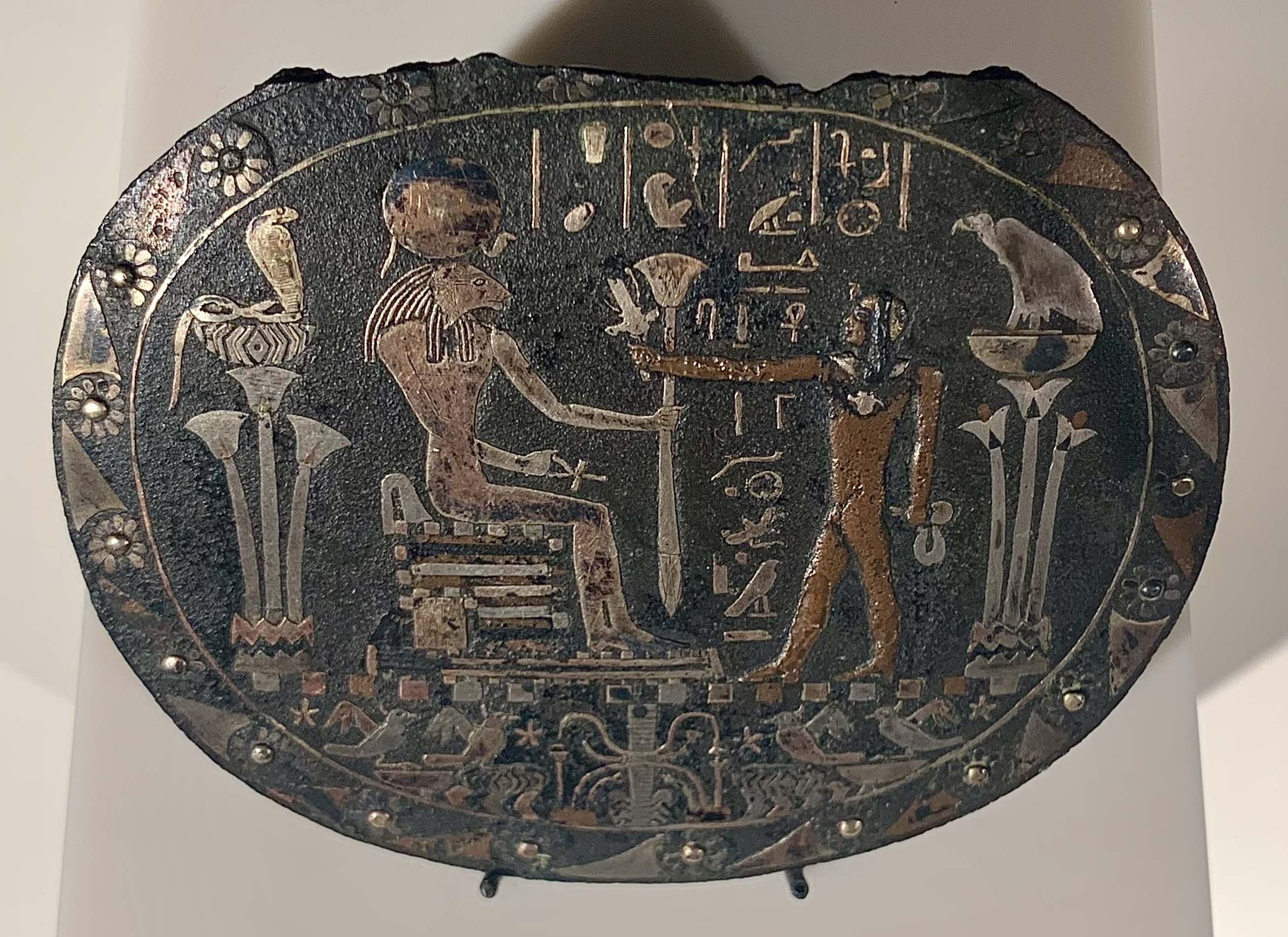
来自护身符项链上的一种仪式图像, 塞赫麦特坐在宝座上,两侧分别是代表上、下埃及，并总是出现在埃及王冠上，被称为双女士的眼镜蛇女神瓦吉特和秃鹫女神涅赫贝特，仪式中祈求者握着一完整的古埃及护身符和摇铃，大约公元870年。（柏林阿尔特斯博物馆，目录号：23733）

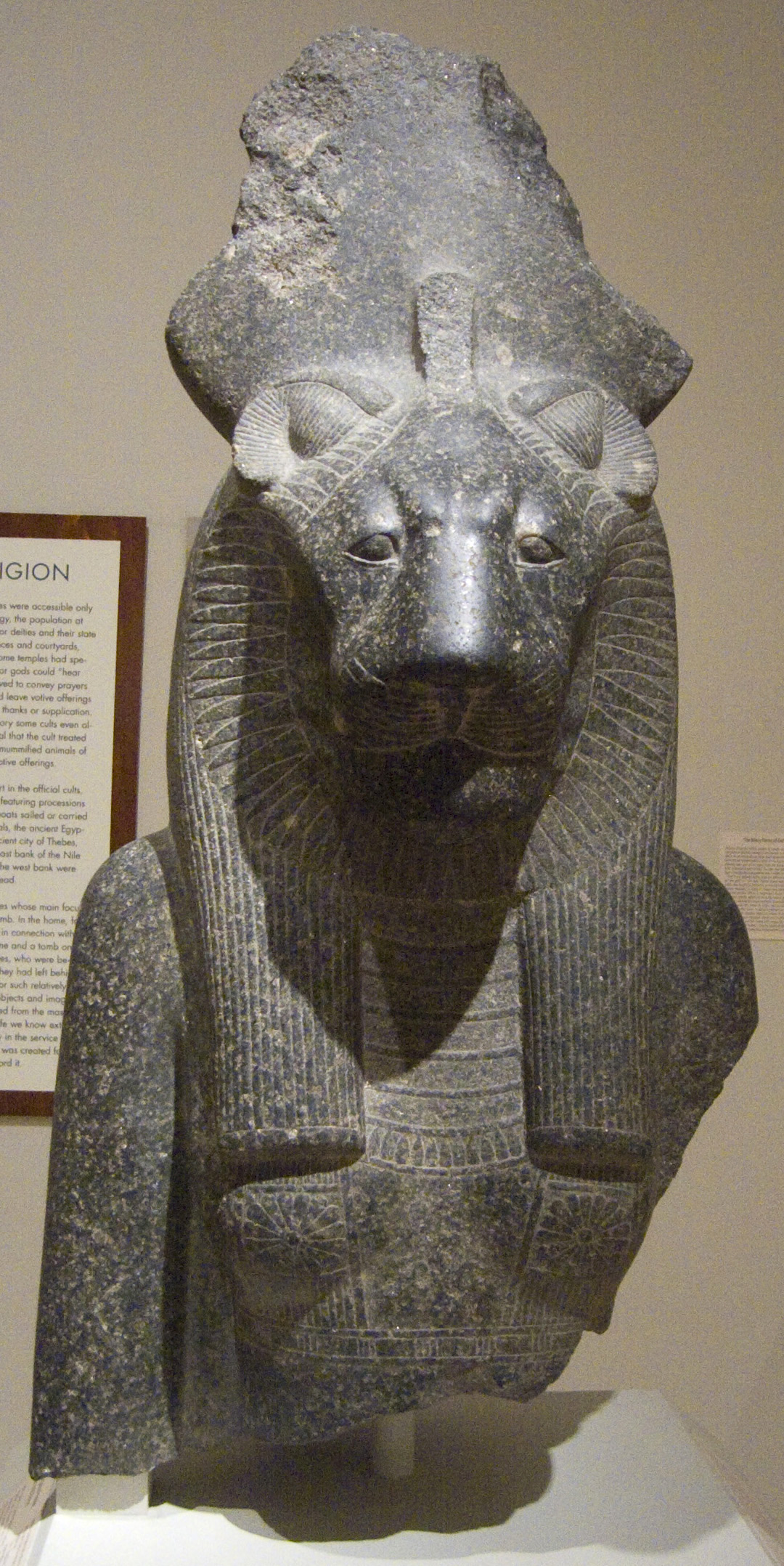
塞赫麦特女神半身像, 大约公元前1390年至1352年.花岗闪长岩雕像，布鲁克林博物馆

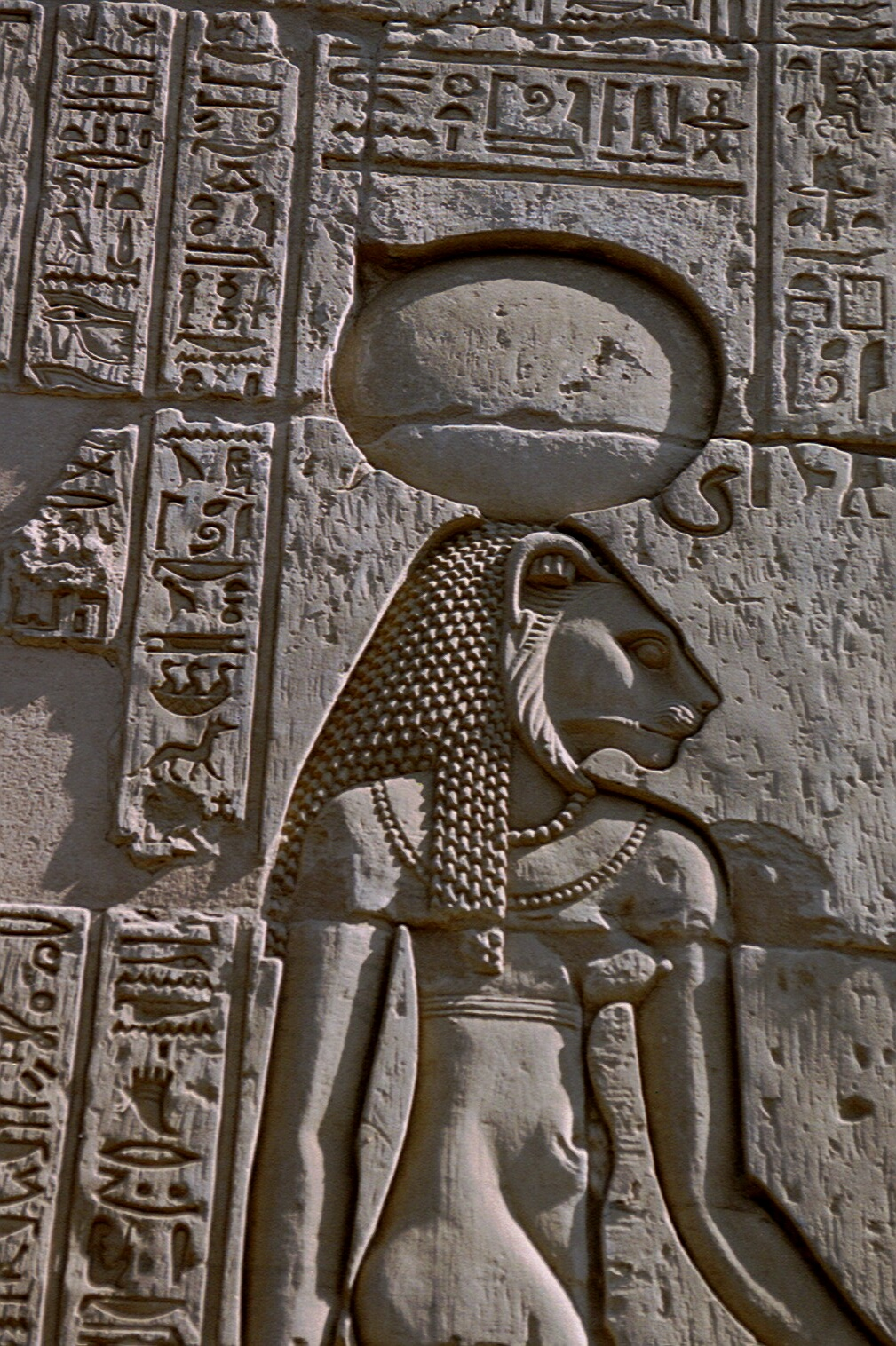
战争女神塞克麦特，显示了她的日盘和蛇冠。（康翁波神庙）

为了安抚塞赫麦特的愤怒，女祭司们在一年中每天女神不同的雕像前举行祭礼，这种做法使得很多的女神雕像被保存下来。大部分雕像制作严格，不显示任何运动或力度的表情；这种设计是为了让它们持续很长时间，而不用来体现与她相关的任何形式的活动或动作。据估计，仅尼罗河西岸一所阿蒙霍特普三世（Amenhotep III）的陵庙中，就曾经矗立了七百多座塞赫麦特的雕像。
她被设想成一头凶猛的母狮，在艺术作品中被描绘成母狮，或身着血红衣裙的狮首女人。有时候她所穿衣服的胸口两侧都展现出一个罗塞塔图案-古老的狮子图案，对狮子双肩鬃毛下的观察中可见到。偶尔，在塑像或雕刻中，塞赫麦特也被刻画成衣着极少或裸体。在利安托波力斯驯服的狮子被关在神庙中以献给塞赫麦特。

## 参阅资料
1. ↑  . . Random House. 2012.
2. ↑  .   [2014-07-05]. （原始内容存档于2021-02-27）.